# Hrabstwo Clarke (Georgia)

Piramida wieku hrabstwa

Hrabstwo Clarke (ang. Clarke County) – hrabstwo w stanie Georgia, w Stanach Zjednoczonych. Najmniejsze pod względem powierzchni hrabstwo Georgii. Jego siedzibą administracyjną jest liczące ponad 100 tys. mieszkańców Athens.

## Geografia
Według spisu z 2000 roku obszar całkowity hrabstwa obejmuje powierzchnię 121,28 mil2 (314,11 km²), z czego 120,79 mil2 (312,84 km²) stanowią lądy, a 0,49 mil2 (1,27 km²) stanowią wody.

### Miejscowości
- Athens
- Bogart
- Winterville

### Sąsiednie hrabstwa
- Hrabstwo Madison (północny zachód)
- Hrabstwo Oglethorpe (wschód/południowy wschód)
- Hrabstwo Oconee (południe)
- Hrabstwo Barrow (zachód)
- Hrabstwo Jackson (północny zachód)

## Demografia
Według spisu w 2020 roku hrabstwo liczy 128,7 tys. mieszkańców, co oznacza wzrost o 10,2% od poprzedniego spisu z roku 2010. 55,3% stanowiły białe społeczności nielatynoskie, 28,1% to Afroamerykanie lub czarnoskórzy, 11,2% to Latynosi, 3,9% deklarowało pochodzenie azjatyckie, 2,3% było rasy mieszanej, 0,4% to rdzenna ludność Ameryki i 0,1% pochodziło z wysp Pacyfiku.
Poza osobami pochodzenia afroamerykańskiego, do największych grup w hrabstwie należą osoby pochodzenia angielskiego (13%), irlandzkiego (9,4%), niemieckiego (8,9%), meksykańskiego (6,4%), szkockiego lub szkocko–irlandzkiego (3,9%), „amerykańskiego” (3,4%) i włoskiego (3,2%).

## Religia
W 2020 roku największe denominacje w hrabstwie pod względem członkostwa, to: Kościół katolicki (13,7 tys.), Zjednoczony Kościół Metodystyczny (9 tys.) i Południowa Konwencja Baptystów (5,9 tys.). Lokalne bezdenominacyjne zbory ewangelikalne zrzeszały 5,6 tys. członków. Inne grupy z ponad 1 tys. członków, to: zielonoświątkowcy, inni baptyści, mormoni, liberalni anglikanie, świadkowie Jehowy, liberalni prezbiterianie, konserwatywni prezbiterianie i inni metodyści.

## Polityka
Hrabstwo w przeciwieństwie do sąsiednich hrabstw jest silnie demokratyczne, gdzie w wyborach prezydenckich w 2020 roku, 70,1% głosów otrzymał Joe Biden i 28,1% przypadło dla Donalda Trumpa.